# Вире-Туоминен, Марьям
Те́ртту Ма́рьям Ви́ре-Ту́оминен, урождённая Вире (фин. Terttu Mirjam Vire-Tuominen, 1919—2011) — финский политик и общественный деятель, генеральный секретарь организации «Сторонники мира Финляндии» (1949—1975), депутат финского парламента (1970—1979). Лауреат Международной Ленинской премии «За укрепление мира между народами».

## Биография
Родилась 15 августа 1919 года в общине Кухмойнен провинции Центральная Финляндия. В 1937 году окончила среднюю школу. Училась в Хельсинкском университете, окончила его в 1945 году, получив степень бакалавра философии (filosofian kandidaatti). Параллельно с учёбой в университете работала помощником в Государственном управлении по несчастным случаям (1939—1945). В 1945—1946 годах работала в канцелярии Министерства общественного порядка, а затем, с 1946 по 1949 год, в министерстве социального обеспечения — библиотекарем, администратором архива, секретарём и переводчиком.
В 1944 году вступила в Демократический союз народа Финляндии, в 1946 году — в Коммунистическую партию Финляндии. Активно участвовала в деятельности организации «Сторонники мира Финляндии»; в 1949 году была избрана генеральным секретарём этой организации и оставалась на этой должности до 1975 года. Была делегатом на Всемирных конгрессах сторонников мира; член Всемирного Совета Мира с 1955 по 1969 год. Лауреат Международной Ленинской премии «За укрепление мира между народами» за 1965 год (постановление от 27 апреля 1966 года). Генеральный секретарь Международной демократической федерации женщин (1978—1987). Была главным редактором журналов Tänään (1951—1956) и Rauhan puolesta (1956—1975).
На парламентских выборах 1970 года Вире-Туоминен была избрана депутатом парламента от избирательного округа города Хельсинки, на выборах 1972 и 1975 годов переизбиралась в парламент от этого же округа. В течение всего периода своего депутатства (с 23 марта 1970 по 23 марта 1979 года) состояла в парламентской группе Демократического союза народа Финляндии. На президентских выборах 1968 и 1978 годов была членом коллегии выборщиков. Была членом городского совета Хельсинки (1969—1976). Являлась вице-президентом финско-вьетнамского общества дружбы.
Умерла 24 августа 2011 года в Хельсинки.

## Семья
Отец — Самуэл Вире, учитель в народной школе; мать — Йенни Аурора Тёлликкё.
В 1941 году вышла замуж за Эркки Туоминена (1914—1975), который в 1950-х годах стал известным политиком (тоже из прокоммунистического Демократического союза народа Финляндии), а в 1970—1971 годах занимал пост министра юстиции Финляндии. В 1947 году у них родился единственный ребёнок — Хелена Марьятта.